# Lianhuan
Lianhuan (kinesiska: 连环, 连环乡) är en socken i Kina. Den ligger i provinsen Guizhou, i den sydvästra delen av landet, omkring 170 kilometer sydväst om provinshuvudstaden Guiyang. Antalet invånare är 12385. Befolkningen består av 6 098 kvinnor och 6 287 män. Barn under 15 år utgör 32 %, vuxna 15-64 år 56 %, och äldre över 65 år 11,0 %.